# Bordetella
 (avril 2025).
Si vous disposez d'ouvrages ou d'articles de référence ou si vous connaissez des sites web de qualité traitant du thème abordé ici, merci de compléter l'article en donnant les références utiles à sa vérifiabilité et en les liant à la section « Notes et références ».
Genre
Bordetella est un genre de bacilles Gram négatif de la famille des Alcaligenaceae. Il comporte plusieurs espèces pathogènes avec en particulier B. pertussis, agent infectieux responsable de la coqueluche.
Ces germes étaient autrefois rangés parmi les Haemophilus. En réalité, ils n'exigent pas les facteurs de croissance contenus dans le sang : le sang agit comme détoxiquant des milieux de culture.
Les trois espèces B. pertussis, B. parapertussis et B. bronchiseptica sont souvent réunies sous l'appellation de « Bordetella classiques », par opposition aux autres espèces dites « non-classiques ».

## Caractères morphologiques
Ce sont des coccobacilles courts (0,5 µm à 1 µm de long et 0,2 à 0,4 µm de large) à Gram négatif, asporulés, mobiles à ciliature péritriche ou immobiles.

## Caractères biochimiques
Ils sont aérobies stricts (à métabolisme respiratoire), à l'exception de B. petrii, capable de métabolisme anaérobie. Ils sont incapables de cataboliser les glucides, leur énergie est fournie par les acides aminés.

## Caractères culturaux
Ce sont des germes très exigeants. Ainsi, l'isolement des Bordetella nécessite des milieux complexes enrichis en acides gras saturés et en sang (comme le milieu Bordet Gengou). Croissance lente : petites colonies brillantes qui apparaissent en trois jours en moyenne.
La température optimale de croissance est comprise entre 35 et 37 °C.
Leur culture nécessite la présence de nicotinamide et des dérivés soufrés (cystéine) mais pas de facteur X ou V (contrairement aux Haemophilus).

## Caractères génétiques
Le %GC est compris entre 61 et 70.

## Habitat
Ce sont des parasites obligatoires ne survivant pas longtemps dans le milieu extérieur, à l'exception notable de B. petrii, retrouvée libre dans l'environnement. Ils ont un tropisme principalement des voies respiratoires et sont retrouvés en tant que saprophytes chez les animaux. Les espèces classiques sont responsables de la coqueluche chez l'Homme.

## Phylogénie
Cladogramme des Bordetella basé sur les travaux de Linz et al. (2016). Les trois espèces classiques, paraphylétiques, sont réunies en un groupe monophylétique.
|  | B. hinzii                                               |
|  |                                                         |
|  | \| \| B. avian \| \| \| \| \| \| B.holmesii \| \| \| \| |
|  |                                                         |
|  | B. avian                                                |
|  |                                                         |
|  | B.holmesii                                              |
|  |                                                         |

|  | B. avian   |
|  |            |
|  | B.holmesii |
|  |            |

|  | B. hinzii                                               |
|  |                                                         |
|  | \| \| B. avian \| \| \| \| \| \| B.holmesii \| \| \| \| |
|  |                                                         |
|  | B. avian                                                |
|  |                                                         |
|  | B.holmesii                                              |
|  |                                                         |

|  | B. avian   |
|  |            |
|  | B.holmesii |
|  |            |

|  | B. hinzii                                               |
|  |                                                         |
|  | \| \| B. avian \| \| \| \| \| \| B.holmesii \| \| \| \| |
|  |                                                         |
|  | B. avian                                                |
|  |                                                         |
|  | B.holmesii                                              |
|  |                                                         |

|  | B. avian   |
|  |            |
|  | B.holmesii |
|  |            |

|  | B. hinzii                                               |
|  |                                                         |
|  | \| \| B. avian \| \| \| \| \| \| B.holmesii \| \| \| \| |
|  |                                                         |
|  | B. avian                                                |
|  |                                                         |
|  | B.holmesii                                              |
|  |                                                         |

|  | B. avian   |
|  |            |
|  | B.holmesii |
|  |            |

|  | B. ansorpii |
|  |             |
|  | B. petrii   |
|  |             |

|  | B. hinzii                                               |
|  |                                                         |
|  | \| \| B. avian \| \| \| \| \| \| B.holmesii \| \| \| \| |
|  |                                                         |
|  | B. avian                                                |
|  |                                                         |
|  | B.holmesii                                              |
|  |                                                         |

|  | B. avian   |
|  |            |
|  | B.holmesii |
|  |            |

|  | B. hinzii                                               |
|  |                                                         |
|  | \| \| B. avian \| \| \| \| \| \| B.holmesii \| \| \| \| |
|  |                                                         |
|  | B. avian                                                |
|  |                                                         |
|  | B.holmesii                                              |
|  |                                                         |

|  | B. avian   |
|  |            |
|  | B.holmesii |
|  |            |

|  | B. hinzii                                               |
|  |                                                         |
|  | \| \| B. avian \| \| \| \| \| \| B.holmesii \| \| \| \| |
|  |                                                         |
|  | B. avian                                                |
|  |                                                         |
|  | B.holmesii                                              |
|  |                                                         |

|  | B. avian   |
|  |            |
|  | B.holmesii |
|  |            |

|  | B. hinzii                                               |
|  |                                                         |
|  | \| \| B. avian \| \| \| \| \| \| B.holmesii \| \| \| \| |
|  |                                                         |
|  | B. avian                                                |
|  |                                                         |
|  | B.holmesii                                              |
|  |                                                         |

|  | B. avian   |
|  |            |
|  | B.holmesii |
|  |            |

|  | B. ansorpii |
|  |             |
|  | B. petrii   |
|  |             |

## Liste d'espèces
Selon la LPSN (9 avril 2025) :
- Bordetella avium Kersters et al. 1984
- Bordetella bronchialis Vandamme et al. 2015
- Bordetella bronchiseptica (Ferry 1912) Moreno-López 1952
- Bordetella flabilis Vandamme et al. 2015
- Bordetella hinzii Vandamme et al. 1995
- Bordetella holmesii Weyant et al. 1995
- Bordetella muralis Tazato et al. 2015
- Bordetella parapertussis (Eldering & Kendrick 1938) Moreno-López 1952
- Bordetella pertussis (Bergey et al. 1923) Moreno-López 1952 – espèce type
- Bordetella petrii Von Wintzingerode et al. 2001
- Bordetella pseudohinzii Ivanov et al. 2016
- Bordetella sputigena Vandamme et al. 2015
- Bordetella trematum Vandamme et al. 1996
- Bordetella tumbae Tazato et al. 2015
- Bordetella tumulicola Tazato et al. 2015